# Kromfohrländer
Kromfohrländer är en hundras från Tyskland. Den är framförallt en sällskapshund och besitter föga jaktlust . Rasen har även kallats kromfohrländsk terrier. Namnet kommer av kullarna Krom Fohr nära Siegen i södra Nordrhein-Westfalen.

## Historia
Rasen tillkom efter andra världskriget då Ilse Schleifenbaum korsade en upphittad griffon, troligen av franskt ursprung, med en strävhårig foxterrier. 1955 hade stammen konsoliderats så att rasen erkändes av den tyska kennelklubben Verband für das Deutsche Hundewesen.

## Egenskaper
Kromfohrländern är livlig och vaken. Den är lämplig för olika hundsporter, exempelvis agility. Den är familjekär men kan vara reserverad mot främlingar.

## Utseende
Rasen är en medelstor, lätt rektangulär och strävhårig eller släthårig hund med kraftig benstomme. Färgerna är vit och brun enligt rasstandarden men kan förekomma som vit och tan och även vit och svart i verkligheten.